# De Vere Northumberland Seniors Classic
De De Vere Northumberland Seniors Classic was een golftoernooi van de Europese Senior Tour van 1995-2005. Het werd op verschillende banen gespeeld.
| Jaar | Baan                                  | Winnaar           | Score | Score | Uitslag | Info |
| ---- | ------------------------------------- | ----------------- | ----- | ----- | ------- | --- |
| 1995 | Belton Woods, Grantham                | Tommy Horton      | 213   | -3    |         | 7de overwinning op de Senior Tour (van de 23)                                                                          |
| 1996 | Belton Woods, Grantham                | Renato Campagnoli | 207   | -9    |         | |
| 1997 | Belton Woods, Grantham                | TR Jones          | 212   | -4    |         | enige overwinning op de Senior Tour                                                                                    |
| 1998 | Belton Woods, Grantham                | Tommy Horton      | 211   | -5    |         | |
| 1999 | Ferndown G.C                          | Ross Metherell    | 200   | -13   |         | eerste senior overwinning                                                                                              |
| 2000 | Ferndown G.C                          | David Oakley      | 196   | -17   |         | -17 was een record op de Senior Tour, en hij was de 3de speler die onder de 200 scoorde na Bob Shearer en Brian Waites |
| 2001 | Priestman Course, De Vere Slaley Hall | Noel Ratcliffe    | 205   | -11   |         | eindigde met een eagle op hole 16 en 18, Jerry Bruner werd 2de met 206                                                 |
| 2002 | Priestman Course, De Vere Slaley Hall | Brian Jones       | 207   | -9    |         | hij won 10 toernooien op de Japan Golf Tour tussen 1970 en 1980                                                        |
| 2003 | Priestman Course, De Vere Slaley Hall | Jerry Bruner      | 202   | -14   |         | |
| 2004 | Priestman Course, De Vere Slaley Hall | Malcolm Gregson   | 201   | -6    |         | zijn 5de overwinning                                                                                                   |
| 2005 | Priestman Course, De Vere Slaley Hall | Carl Mason        | 200   | -16   |         | inclusief baanrecord van 63                                                                                            |